# William Bascom
William Russel Bascom (nasceu Princeton, Illinois, 23 de Maio, 1912 - faleceu 11 de Setembro, 1981) foi um folclorista, antropólogo, e diretor de museu dos Estados Unidos.  

## Biografia
Bascom completou a sua B.A. na Universidade de Wisconsin-Madison, e obteve seu Ph.D. em antropologia na Universidade Northwestern por Melville J. Herskovits em 1939.  Ele ensinou na Northwestern, Universidade de Cambridge, e a Universidade da Califórnia em Berkeley, onde também foi Diretor do Lowie Museum of Anthropology. Durante a Segunda Guerra Mundial, juntou-se ao O.S.S. e, juntamente com Ralph Bunche co-autor de um volume não assinado, A Pocket Guide to West Africa em 1943.
Bascom era um especialista na arte e na cultura da África Ocidental e da diáspora africana, especialmente a iorubá da Nigéria.  Vários de seus artigos sobre Folclorística (Folclorística é o estudo acadêmico formal do folclore) servem como textos nos cursos de pós-graduação em folclore.

## Quatro funções do folclore
Em um artigo importante publicado em 1954, Bascom argumentou que o folclore pode servir quatro funções principais em uma cultura: 
- Folclore permite às pessoas escapar da repressão que lhes são impostas pela sociedade
- Folclore valida cultura, justificando seus rituais e instituições para aqueles que executam e observa-os.
- Folclore é um dispositivo pedagógico que reforça a moral e os valores e constrói sagacidade.
- Folclore é um meio de aplicação de pressão social e exercendo controle social.

## Obras mais importantes
- "The Relationship of Yoruba Folklore to Divining," Journal of American Folklore (1943)
- The Sociological Role of the Yoruba Cult-Group (1944)
- Ponape: A Pacific Economy in Transition (1947)
- "Four Functions of Folklore," Journal of American Folklore (1954)
- "Urbanization Among the Yoruba," American Journal of Sociology (1955)
- "Verbal Art," Journal of American Folklore (1955)
- co-editor, with Melville J. Herskovits, Continuity and Change in African Culture (1959)
- "Folklore Research in Africa," Journal of American Folklore (1964)
- "The Forms of Folklore: Prose Narratives," Journal of American Folklore (1965)
- The Yoruba of Southwestern Nigeria (1969)
- Ifa Divination: Communication Between Gods and Men in West Africa (1969, recipient Pitrè International Folklore Prize)[2]
- African Art in Cultural Perspective: An Introduction (1973)
- "Folklore, Verbal Art, and Culture," Journal of American Folklore (1973)
- editor, African Dilemma Tales (1975)
- editor, Frontiers of Folklore (1977)
- Sixteen Cowries: Yoruba Divination from Africa to the New World (1980)